# Ante Rožić
Ante Rožić (Begnište kraj Kavadaraca, Makedonija, 20. svibnja 1934. – Zagreb, 14. kolovoza 2021.), hrvatski arhitekt i urbanist.
Na Arhitektonskom fakultetu u Zagrebu diplomirao je 1959. godine, a stručni rad započeo 1960. godine u projektnom birou „Suradnik“ u Makarskoj. Biro se 1963. integrira s „Investprojektom“ iz Zagreba, a kasnijom podjelom nastaje samostalni projektni biro „Investprojekt“ Makarska u kojem arhitekt Rožić neprekidno radi kao voditelj arhitektonske grupe. 
Njegov stručni interes u širokom rasponu od urbanističkih planova do arhitektonskih projekata i interijerskih rješenja ostvaruje se prvenstveno u prostorima Makarske, odnosno Makarskog primorja. Na ovom području arhitekt Rožić realizirao je velik broj hotelskih i ugostiteljskih objekata te objekata društvenog standarda i javnih namjena. 
Najznačajnije realizacije su:
- Hotel Maestral u Brelima (1965.) s koautorima Juliom De Lucom i Matijom Salajem,
- Turistički centar (1970.) i Hotel Berulia (1971.) u Brelima,
- Odmaralište Igrane (1973.),
- crkve u Podgori (1968.), Drašnicama (1970.) i Tučepima (1978.),
- Hotel Alga (1976.) i Apartmansko naselje Afrodita u Tučepima (1976. – 78.),
- pošte u Makarskoj (1977.) i Metkoviću (1979.),
- Dom zdravlja (1978.) i Institut Planine i more u Makarskoj (1978.),
- (1) restoran Riva Makarska (1979.),
- plažni restorani Tučepi (1979.) i Brela (1981.),
- adaptacija Hotela Grand i Hotel Goričina u Kuparima (1979.),
- Hotel Meteor u Makarskoj (1983.),
- šetalište – riva u Makarskoj (1983.) i uređenje obalnog pojasa Podgore (1984.),
- trgovina Razvitak (1985.) i plažni objekt (1986.) u Podgori,
- (2) restoran Riva u Makarskoj (1987.)
- Poslovno – trgovački centar Sv. Nikola u Makarskoj (1990.),
- restoran i bazen Hotela Afrodita u Tučepima (2004.) i
- Hotel Park u Makarskoj (2007. – u realizaciji).

Značajnije interijerske realizacije arhitekta Rožića su hoteli Biokovo i Meteor u Makarskoj, Alga u Tučepima, Berulia u Brelima, Grand u Kuparima, pošte u Makarskoj i Metkoviću, restorani Riva u Makarskoj i Afrodita u Tučepima, plažni restorani u Brelima i Tučepima te Trgovinski centar Sv. Nikola u Makarskoj.
S uspjehom je sudjelovao na arhitektonskim natječajima i osvajao prve nagrade na natječajima za Hotel Meteor u Makarskoj (1970.), Dom JNA u Splitu (1979.), sportsku dvoranu u Sinju (1985.) i Poslovno – trgovački centar u Makarskoj (1989.), a na natječaju za hotel Park II u Splitu (1985.) dobio je drugu nagradu. Arhitekt Rožić dobitnik je i Nagrade Grada Zagreba za Hotel Maestral u Brelima, s De Lucom, Salajem i Bernardijem (1966.), Nagrade Vladimir Nazor (1971.), Nagrade za umjetnost lista Slobodna Dalmacija (1971.), Nagrade 14. Zagrebačkog salona (1979.) i godišnje Nagrade građevinske službe JNA (1980.). Među brojnim priznanjima je i ono za poseban doprinos razvoju turizma povodom 100-te obljetnice turizma u Makarskoj (2006.).
Godine 2007. dodijeljena mu je nagrada mu je Nagrada Vladimir Nazor za životno djelo.

2018. godine dodijeljena mu je Nagrada Viktor Kovačić za životno dijelo.
Iza 25. rujna 2020. u organizaciji Udruženja hrvatskih arhitekata, započelo je snimanje dugometražnog dokumentarca o Anti Rožiću. Emitirat će se 2021. na HRT-u, u sklopu dokumentarnog serijala Čovjek i prostor. Scenaristice su Ana Dana Beroš i Tamara Bjažić Klarin, redatelj i glavni snimatelj Željko Sarić, a snimatelj Viktor Sarić. Sugovornice i vodičice su članice Udruge Kačić, Antonia Vodanović, Petra Radić i Petra Jerković koje su 2019. u Oris Kući arhitekture postavile retrospektivnu izložbu o arhitektonskim realizacijama Ante Rožića na Makarskoj rivijeri.

## Vanjske poveznice
- Ante Rožić pri UHA.hr

- Rožić, Ante Hrvatska tehnička enciklopedija, portal hrvatske tehničke baštine. LZMK